# 1944 Gunter
1944 Gunter је астероид главног астероидног појаса са средњом удаљеношћу од Сунца која износи 2,239 астрономских јединица (АЈ).
Апсолутна магнитуда астероида је 14,4.